# 性虐待
性虐待（英語：Sexual abuse）或称性猥琐（英語：molestation）是一个人滥用权力或利用武力或利用他人，无视非自愿人士权利、人权而实施的虐待性性行为。广义上包括强奸、性骚扰等。犯罪分子则被称为性施虐者（sexual abuser）或性猥琐者（molester），该术语还涵盖成人或更年长的青少年针对儿童涉及两性之间的任何刺激的行为。
一般多指儿童性虐待，但实际上性虐待不仅指儿童，还包括对老年人、配偶(包括情妇)、残疾人的性虐待。而且，不仅是人类，还用于宠物、家畜等动物。
與性虐恋不同的是，虐恋是雙方都同意的性行為，性虐待的受方则非自願，即一方在對方未經同意的情况下对其進行性侵犯和虐待等暴力行為，在大多數國家都属違法。在某些情況下被归为家庭暴力的一種。
大部分國家對於人和動物性交（人獸交）這方面都有規範，有時強制對動物性交也是種性虐待。

## 婚内性虐待
婚内性虐待是家庭暴力的一种形式。当虐待包含强迫性行为时，可能构成对婚姻对方的强奸行为，依据司法管辖权的定义，可能会被定罪。

## 权位
施虐者可以利用权势来遮蔽性行为不检点，胁迫某人进行不愿意的性行为。例如，职场性骚扰中，员工可能害怕失去工作机会而受到胁迫。教育界性骚扰可能是学生害怕被权势处分，例如成绩不及格，而受到性侵犯。
宗教界也出现一些性丑闻，常常在非施虐者那里得到包庇，包括新教、天主教、伊斯兰教、其它宗教派系、犹太教等。

## 儿童性虐待和影响

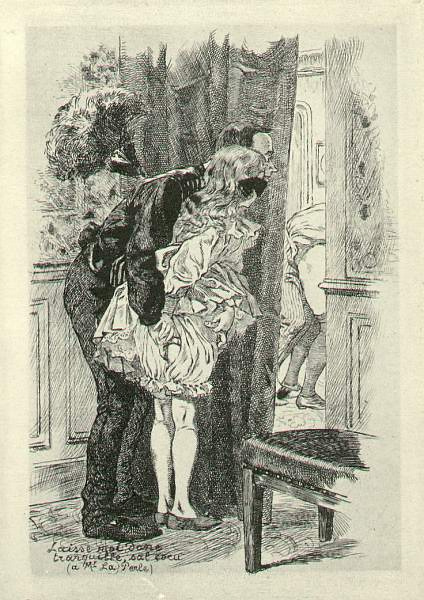
《放开我，肮脏的绿帽子》，1905年，马丁·冯·马伊尔

儿童性虐待是虐待儿童的一种形式，儿童被成人猥亵或被年龄较大的青春期儿童虐待以满足性欲，也泛指成年人对青春期少女性欲过盛者或对在校女生的性特征虐待（如使用性制品让受害少女体验到强烈的性交快感），它包括性接触，成人或年龄稍大的人会做出下流的暴露行为（如生殖器、女性乳头等）给孩子看，以满足他们的性欲望，恐吓儿童，胁迫他们发生性行为，给孩子看色情图片，使用儿童制作色情产品。
儿童性虐待的影响包括内疚和自责、痛苦重现、噩梦、失眠、害怕与虐待相关的事物（包括物品、气味、地点、看大夫等），自尊受损、性功能障碍、长期痛苦、物质依赖、自残、试图自杀、躯体问题、重性抑郁障碍、创伤后心理压力紧张综合症、焦虑、其它精神病（包括边缘性人格障碍），常常在成人其再次成为牺牲品，对其它儿童进行物理伤害，以及其它问题。儿童性侵犯的受害人自杀的比例高出了六倍，反复尝试自杀的比例高出了八倍。施虐者也更倾向于自杀。在虐待施行后多年，对受害人造成的伤害才会出现。
家族成员对儿童实施的性虐待是一种近亲性交的形式，导致更加严重的、长期的心理创伤，特别是性虐待实施者是当事人的父母。
大约有15%到25%的妇女，5%到15%的男士在儿童时期受到性虐待。大多数施虐者熟知受害人；约有30%的施虐者是孩子的亲戚，常常是父亲、叔父或表亲；约有60%的施虐者是其它熟人，如家庭的朋友、保姆、邻居；陌生人占施虐者比例约为10%。大多數儿童性虐待是由男性实施的；女性对男童施虐比例约为14%，对女童施虐比例约为6%。大多数对青春期前施虐的人是恋童者；然而，有小部分人不满足恋童的标准。

## 对发育性残疾人惡性虐待
患有发育性残疾的人们常常成为性虐待的牺牲品。研究表明，残障人士更容易受到性侵犯，这是由于缺乏理解所致。对残障人士的性虐待比率高的惊人，然而大多数案件并没有获得关注。

## 性虐待和少数民族
性虐待在某些少数民族社区是个大问题。2007年，大量拉美裔在洛杉矶天主教教区受到性侵犯。为了解决非裔美国人社区的性虐待问题，颇负盛誉的回旋基金会赞助成立了www.blacksurvivors.org，作为全美在线支持群体和资料中心，为非裔美国受害人提供帮助。这个非盈利组织在2008年由西尔维娅·科尔曼建立，后者是为非裔美国性虐待受害人，全美性虐待预防专家。

## 幸存者
词汇「幸存者」（survivor）有时指受性侵後仍存活下来的受害人，虽然后者没有受到致命伤害者，在此特指性虐待和性侵犯的受害人。幸存者有时还会因为在被侵犯时达到性高潮而在心理上感到有极重的负罪感。通过性高潮障碍的研究证明，若心理上无法感觉到性兴奋，是难以达到性高潮的。至于在被侵犯的过程中出现类似性高潮的生理反应的必要条件是否心理上的愉悦状态，仍然有待考究。例如，祭司性侵幸存者网络和幸存者信托都致力于此。

## 其它动物
其它动物也会出现性虐待，例如阿德利企鹅当中就会出现类似事件。不少灵长类动物也懂得使用青蛙的嘴自慰，可见是自然界中高等生物的天性使然。

## 脚注
1. ↑  . American Psychological Association. 2018 American Psychological Association.   [2018年1月28日]. （原始内容存档于2019年2月2日）.
2. ↑  . Archives of Sexual Behavior. 2002, 31 (6): 479–503. S2CID 102340546. doi:10.1023/A:1020603214218. Child molester is a pejorative term applied to both the pedophile and incest offender.
3. ↑  .   [2014-09-28]. （原始内容存档于2021-01-23）.
4. ↑  Episcopalian Ministers 的存檔，存档日期2010-02-14.
5. ↑  Joe Murphy. . Thisislondon.co.uk. 2012-05-18  [2012-06-02]. （原始内容存档于2012-06-06）.
6. ↑  The Lutheran 的存檔，存档日期2010-01-21.Lutheran abuse 的存檔，存档日期2010-01-10.
7. ↑  Methodist abuse 的存檔，存档日期2009-06-25.
8. ↑  Anderson, Lavina. . 1995. ISBN 0-10-878835-0.
9. ↑  Abuse Scandal Plagues Hasidic Jews In Brooklyn （页面存档备份，存于） by Barbara Bradley Hagerty.  All Things Considered, National Public Radio.  2 February 2009.
10. ↑  Amy, Neustein (编). . Brandeis Series in American Jewish History, Culture, and Life. Waltham, Massachusetts: Brandeis University Press. 2009. ISBN 978-1-58465-671-5.
11. 1 2  . Medline Plus. U.S. National Library of Medicine,. 2008-04-02  [2014-09-28]. （原始内容存档于2018-12-25）.
12. ↑  Committee on Professional Practice and Standards (COPPS), Board of Professional Affairs (BPA), American Psychological Association (APA); Catherine Acuff; Steven Bisbing; Michael Gottlieb; Lisa Grossman; Jody Porter; Richard Reichbart; Steven Sparta; C. Eugene Walker. . American Psychologist. August 1999, 54 (8): 586–593  [2008-05-07]. PMID 10453704. doi:10.1037/0003-066X.54.8.586. （原始内容存档于2008-04-22）. 简明摘要 – APA PsycNET (2008-05-07). Abuse, sexual (child): generally defined as contacts between a child and an adult or other person significantly older or in a position of power or control over the child, where the child is being used for sexual stimulation of the adult or other person.
13. ↑  Martin, J.; Anderson, J.; Romans, S.; Mullen, P; O'Shea, M. . Child Abuse and Neglect. 1993, 17 (3): 383–392. PMID 8330225. doi:10.1016/0145-2134(93)90061-9.
14. ↑  Child sexual abuse definition （页面存档备份，存于） from the NSPCC
15. ↑  Roosa, M.W.; Reinholtz, C.; Angelini, P.J. . Journal of Abnormal Child Psychology. 1999, 27 (1): 65–76  [2014-09-28]. PMID 10197407. （原始内容存档于2016-01-13）.
16. ↑  Widom C.S. (1999). "Post-traumatic stress disorder in abused and neglected children grown up," （页面存档备份，存于） American Journal of Psychiatry; 156(8):1223-1229.
17. ↑  Levitan, R. D., N. A. Rector, Sheldon, T., & Goering, P. (2003). "Childhood adversities associated with major depression and/or anxiety disorders in a community sample of Ontario: Issues of co-morbidity and specificity （页面存档备份，存于）," Depression & Anxiety; 17, 34-42.
18. ↑  .   [2014-09-28]. （原始内容存档于2010-03-30）.
19. ↑  Messman-Moore, Terri L.; Long, Patricia J. . Journal of Interpersonal Violence. 2000, 15 (5): 489–502  [2014-09-28]. doi:10.1177/088626000015005003. （原始内容存档于2010-01-11）.
20. ↑  Dinwiddie, S; Heath, AC; Dunne, MP; Bucholz, KK; Madden, PA; Slutske, WS; Bierut, LJ; Statham, DB; Martin, NG. . Psychological Medicine. 2000, 30 (1): 41–52  [2014-09-28]. PMID 10722174. doi:10.1017/S0033291799001373. （原始内容存档于2010-09-24）.
21. 1 2  Drlowenstein.com 的存檔，存档日期2010-12-31.
22. ↑  Courtois, Christine A. . W. W. Norton & Company. 1988: 208. ISBN 0-393-31356-5.
23. 1 2  Julia Whealin, Ph.D. . National Center for Post Traumatic Stress Disorder, US Department of Veterans Affairs. 2007-05-22. （原始内容存档于2009-07-30）.
24. ↑  David Finkelhor.  (PDF). The Future of Children. 1994,. (1994) 4(2): 31-53  [2014-09-28]. （原始内容存档 (PDF)于2008-10-13）.
25. ↑  .   [2014-09-28]. （原始内容存档于2017-08-12）.
26. ↑  .   [2014-09-28]. （原始内容存档于2011-11-26）.
27. ↑  Kevin M. Gorey and Donald R. Leslie. . Child Abuse & Neglect (Elsevier Science Ltd.). 1997, 21 (4, April 1997): 391–398  [2014-09-28]. PMID 9134267. doi:10.1016/S0145-2134(96)00180-9. （原始内容存档于2010-08-13）.
28. ↑  Hall, MD, Ryan C.; Richard C. W. Hall.  (PDF). Mayo Clin Proc (Mayo Foundation for medical education and research). 2007, 82 (4): 457–71. PMID 17418075. doi:10.4065/82.4.457.[永久]
29. ↑  Ames, A.; Houston, D. A. . Archives of Sexual Behavior. 1990, 19 (4): 333–342. PMID 2205170. doi:10.1007/BF01541928.[永久]
30. ↑  Laws, Dr. Richard; William T. O'Donohue. . . Guilford Press. 1997: 175–193. ISBN 1-57230-241-0.
31. ↑  Sobsey & Varnhagen，1989
32. ↑  .   [2014-09-28]. （原始内容存档于2019-12-13）.
33. ↑  .   [2014-09-28]. （原始内容存档于2014-02-18）.
34. ↑  .   [2021-10-02]. （原始内容存档于2021-03-09）.
35. ↑  . Clarku.edu.   [2012-06-02]. （原始内容存档于2012-05-19）.
36. ↑  McKie, Robin. . Guardian.co.uk. 9 June 2012  [2014-09-28]. （原始内容存档于2013-07-23）.